# Josef Filbig
Josef Filbig (* 2. November 1891 in Maßbach, Unterfranken; † 3. Oktober 1963 auf Guernsey) war ein Kommunalpolitiker der NSDAP und Oberbürgermeister der Stadt Amberg.

## Leben
Geboren als ältester Sohn von neun Kindern eines Oberweichenwärters strebte Filbig zunächst eine Laufbahn als Lehrer an. Am Ersten Weltkrieg nahm er zunächst als Infanterist, später als Flieger teil und wurde bei einem Flugzeugabsturz schwer verletzt. 1919 wurde er Mitglied des rechtsextremen Freikorps Epp. Filbig war seit 1920 Mitglied des Corps Makaria München.
Seit 1920 arbeitete Filbig wieder im Schuldienst und veröffentlichte 1923 seine Arbeit über Untersuchungen über die Entschließung der Zahlvorstellungen im Kinde. Zusammen mit Eduard Klug gründete er 1922 eine Ortsgruppe der Wehrbewegung „Reichsflagge“, wechselte aber in die davon abgespaltene „Altreichsflagge“. 1924 ging er zum „Völkischen Block“, auf dessen Liste er für den Landtag und den Reichstag kandidierte. Zum 1. März 1931 trat er der NSDAP bei (Mitgliedsnummer 438.898). Er war lokal einer der führenden Köpfe der Partei, deren Ortsgruppenleiter er im selben Jahr in Amberg wurde. Am 3. August 1933 wurde bei einer Stadtratssitzung, an der nur noch NSDAP-Stadträte teilnahmen, der bisherige Oberbürgermeister Eduard Klug – der bereits im März dieses Jahres beurlaubt worden war – endgültig abgesetzt und Filbig einstimmig zum ehrenamtlichen Oberbürgermeister gewählt. In dieser Funktion ließ er im Jahre 1934 die 900-Jahr-Feier der Stadt ausrichten. Im gleichen Jahr ließ er „zur Förderung des Frohsinns“ den Faschingsverein „Narrhalla“ gründen. 1936 wurde Filbig hauptamtlicher Oberbürgermeister und übte dieses Amt bis 1939 aus. Die offizielle Politik des NS-Regimes setzte er kompromisslos um. Bekannt ist, dass er anlässlich der Novemberpogrome 1938 zu den SA-Männern sprach, die dann später die Inneneinrichtung der Amberger Synagoge zerstörten. Er hatte viele Anhänger, auch noch nach Ende des NS-Regimes.
Bei Kriegsbeginn 1939 wurde Filbig als Offizier der Luftwaffe reaktiviert und war fortan nur noch formal Oberbürgermeister von Amberg. Filbig war während des Krieges u. a. als Flugplatzkommandant von Litzmannstadt (Łódź) eingesetzt und flog im Fronteinsatz 190 Feindflüge. In Amberg fungierte als sein Vertreter im Amt der rechtskundige 1. Bürgermeister Sebastian Regler, der die Stadt am 23. April 1945 kampflos an die US-Armee übergab. Mit dem Ende des NS-Regimes, als dessen Statthalter Filbig tätig war, wurde Filbig von der amerikanischen Militärregierung aus dem Amt entfernt. Mit dem demokratischen Neubeginn war sein Nachfolger im Amt der Gewerkschaftssekretär Christian Endemann (SPD).
Verbittert darüber, dass er weder für seine Tätigkeiten als Studienrat noch als Oberbürgermeister eine Pension erhielt, kandidierte Filbig 1952 für die rechtsgerichtete Deutsche Gemeinschaft (DG) erneut bei der Kommunalwahl und wurde nach einem erbittert geführten Wahlkampf in einer Stichwahl mit 64 % der Stimmen demokratisch zum Oberbürgermeister der Stadt Amberg gewählt. Dieses Amt hatte er bis zum 30. April 1958 inne. Er setzte sich in dieser zweiten Amtszeit vor allem für den Wohnungsbau zur Linderung der großen Wohnungsnot ein.
1963 starb Filbig auf Guernsey bei einem Besuch von Kriegsgräbern.